# Supercopa de España
Supercopa de España (spanska supercupen) är en spansk fotbollsturnering som tidigare spelades mellan det segrande laget i La Liga och det segrande laget i Copa del Rey. 
Sedan säsongen 2019-20 deltar fyra lag i turneringen: vinnarna och tvåan i ligan och vinnarna och tvåan i cupen. 
Turneringen har spelats sedan 1982, men tidigare varianter har spelats med liknande spelsystem sedan 1940.
1940 och 1945 gick turneringen under namnen Copa de Campeones de España (spanska mästarcupen) och Copa de Oro Argentina (argentinska guldcupen). Bägge turneringarna är inofficiella och resultaten räknas ej in i lagens meritlistor.
Från 1947 till 1953 gick turneringen under namnet Copa Eva Duarte, döpt efter Eva Perón (Eva Duarte). Turneringen organiserades av RFEF (spanska fotbollsförbundet) som en hyllning till Argentinas president Juan Perón och hans fru Eva Perón.

## Vinnare genom åren
| Copa de Campeones de España - 1940 – Atlético Aviación | Copa de Oro Argentina - 1945 – FC Barcelona |  |

Copa Eva Duarte
| - 1947 – Real Madrid - 1948 – CF Barcelona | - 1949 – Valencia CF - 1950 – Athletic Bilbao | - 1951 – Atlético Madrid - 1952 – CF Barcelona | - 1953 – CF Barcelona |

Supercopa de España
| - 1982 – Real Sociedad (1) - 1983 – FC Barcelona (1) - 1984 – Athletic Bilbao (1) - 1985 – Atlético Madrid (1) - 1986 – Ingen turnering - 1987 – Ingen turnering - 1988 – Real Madrid (1) - 1989 – Real Madrid (2) - 1990 – Real Madrid (3) - 1991 – FC Barcelona (2) | - 1992 – FC Barcelona (3) - 1993 – Real Madrid (4) - 1994 – FC Barcelona (4) - 1995 – Deportivo la Coruña (1) - 1996 – FC Barcelona (5) - 1997 – Real Madrid (5) - 1998 – RCD Mallorca (1) - 1999 – Valencia CF (1) - 2000 – Deportivo la Coruña (2) - 2001 – Real Madrid (6) | - 2002 – Deportivo la Coruña (3) - 2003 – Real Madrid (7) - 2004 – Real Zaragoza (1) - 2005 – FC Barcelona (6) - 2006 – FC Barcelona (7) - 2007 – Sevilla FC (1) - 2008 – Real Madrid (8) - 2009 – FC Barcelona (8) - 2010 – FC Barcelona (9) - 2011 – FC Barcelona (10) | - 2012 – Real Madrid (9) - 2013 – FC Barcelona (11) - 2014 – Atlético Madrid (2) - 2015 – Athletic Bilbao (2) - 2016 – FC Barcelona (12) - 2017 – Real Madrid (10) - 2018 – FC Barcelona (13) - 2019-20 – Real Madrid (11) - 2020-21 – Athletic Bilbao (3) - 2021-22 – Real Madrid (12) - 2022-23 – FC Barcelona (14) - 2023-24 – Real Madrid (13) - 2024-25 – FC Barcelona (15) |